# Каменская, Галина Алексеевна
Галина Алексеевна Каменская (16 февраля 1927, Лахость, Ярославская губерния — 6 апреля 2012, Пошехонье, Ярославская область) — мастер-сыродел высшего класса. Герой Социалистического Труда, лауреат Государственной премии, кавалер 2 орденов Ленина.

## Биография
Галина Алексеевна Каменская родилась 16 февраля 1927 года в селе Лахость Ярославского уезда Ярославской губернии в многодетной семье.
Работала в молочной промышленности с 1947 по 1984 год. В 1949 году окончила Угличскую школу мастеров. Работала на ныне не существующих сельских сырзаводах Пошехонского района Ярославской области, а с 1961 года на ныне разорённом Пошехонском сырзаводе, производившем известный пошехонский сыр.
В 1966 году награждена «Орденом Ленина» и медалью «За доблестный труд». Принимала участие в разработке технологии и освоение выпуска «Пошехонского» сыра и других сыров.
В 1970 году досрочно выполнила плановые производственные задания Восьмой пятилетки (1965—1970). Указом Президиума Верховного Совета СССР от 26 апреля 1971 года «за выдающиеся успехи, достигнутые в развитии мясной и молочной промышленности» удостоена звания Героя Социалистического Труда с вручением ордена Ленина и золотой медали Серп и Молот.
В 1978 году стала лауреатом Государственной премии СССР, была делегатом 26 съезда КПСС.
Г. А. Каменская была почётным гражданином города Пошехонье и Пошехонского района.